# Oyaca
Oyaca is een dorp in het Turks district Gölbaşı in de provincie Ankara. Tot 2009 viel Oyaca administratief binnen de grenzen van het district Haymana. 
Oyaca bestaat uit twee ‘stadswijken’ (Turks: mahalleler): Oyaca Akarsu (941 inwoners) en Oyaca Yeşilçam (739 inwoners).